# Chiococca naiguatensis
Chiococca naiguatensis är en måreväxtart som beskrevs av Julian Alfred Steyermark. Chiococca naiguatensis ingår i släktet Chiococca och familjen måreväxter. Inga underarter finns listade i Catalogue of Life.